# April O'Neil
April O'Neil är en rollfigur i berättelserna om Teenage Mutant Ninja Turtles Donatello, Leonardo, Michelangelo och Raphael. I alla versionerna är hon god vän till sköldpaddorna, och den första människa de lär känna. Men i olika versioner har April O'Neil olika yrken.

## Serietidningar
I de ursprungliga Mirageserierna, där hon ursprungligen syns i gul regnrock och jeans, arbetade April Harriet O'Neil som assistent åt vetenskapsmannen Baxter Stockman, och hjälper honom att programmera sina mouserrobotar. Då hon upptäcker att han använder dem för bankrån försöker hon sticka men Baxter Stockman skickade mouserrobotar på henne, och hon jagades genom kloakerna. Tre av sköldpaddorna stötte på och räddade henne, och senare lyckades de framgångsrikt stoppa mouserrobotarna, som Baxter Stockman programmerat att anfalla sköldpaddorna.
April började driva en antikaffär, vilken angreps av Shredder och Fotklanen, som sökte efter sköldpaddorna, och antikaffären förstördes i striden. Hon och sköldpaddorna drog sig tillbaka till en bondgård i Northampton, Massachusetts där hon senare drabbades av mardrömmar om Fotklanens anfall. Senare hade hon en romans med Casey Jones och de två adopterade ett barn vid namn Shadow.
I volym 2 av TMNT-serietidningarna anfölls April av en stor robot kontrollerad av en hämndlysten Baxter Stockman. Det visade sig i volym 4 att April injicerades av nanobotar vilket orsakade sterilitet och nästan dödade henne. Med hjälp av utromerna skickade sköldpaddorna iväg sköldpaddsliknande nanobotar för att stoppa Baxter Stockmans versioner och rädda April innan det var för sent.
Ändå förblev April steril. Senare kom Renet och tog April tillbaka till hennes förflutna för att upptäcka sanningen bakom hennes ursprung. Det meddelades att Aprils föräldrar inte kunde få barn, och hon istället skapades av samma kristall som Kirby använde i Donatello # 1 men då hon ritades i bläck förklarade det varför hon inte försvunnit. Hon har berättat detta för Casey Jones, men ingen annan.
Till skillnad från senare versioner av karaktären hade Mirageversionen av April mörkbrunt/svart hår (även om hennes hårfärg i tidiga färgtryckningar av volym 1 var röd/ljusbrun). I alla senare adaptioner av henne är hon rödhårig.
April medverkade även i Teenage Mutant Ninja Turtles Adventures av Archie Comics, som började med versioner av 1987 års tecknade TV-serie men sedan började med nya berättelser. Här började hon som i TV-serien, men utvecklades till en kompetent ninjakrigare tränad av Splinter. Tidigare, i en återutgåva av nummer 1, från september 1985 ritade Mirage Studios artist Ryan Brown April som en ninjakrigare med katana. På grund av sina äventyr med sköldpaddorna förlorade hon sitt arbete på Channel 6 och blev frilansjournalist. Archie Comics publicerade även två stycken miniserietrilogier vid namn April O'Neil.
I det andra numret av Dreamwave Productions serie, baserad på 2003 års serie, låg fokus på April, med bland annat en drömsekvens om hur hon hetsats till vetenskapskarriär av sin familj fastän hon själv ville bli journalist, en klar referens till 1987 års tecknade TV-serie.

## 1987 års tecknade TV-serie
I 1987 års tecknade TV-serie arbetade April som TV-reporter för Channel 6 News. Hennes arbetsgivare hette Burne Thompson som hon ofta hamnade i gräl med. Hon grälade också med kameramannen Vernon Fenwick som hon ofta tävlade med om scoops. Aprils väninna hette Irma Langinstein, sekreterarflicka på Channel 6.
På Channel 6 News använde hon ofta en blå nyhetsbil, baserad på en Volkswagen Typ 2, med den klassiska röda 6:an. I samma TV-serie är April O'Neil även en skicklig bilförare som snabbt tar sig fram med nyhetsbilen genom New Yorks gränder. April hade ofta en gul overall. Hon bodde i en lägenhet i New York, men ofta fick hon flytta då lägenheten förstördes i olika händelser.
Serien inleddes med att April rapporterade om ninjarelaterade inbrott på högteknologiska företag, då Shredder sökte utrustning till Teknodromen, då hon angreps av ett gäng med gatupunkare. Hon lyckades fly ner i kloakerna och sprang tills hon stötte på sköldpaddorna, som hjälpte henne att i strid besegra punkarna. Först misstänkte hon sköldpaddorna för inbrotten, men de kom till slut överens om att spåra tjuvarna om hon hjälpte dem samt inte berättade om dem. April blev snabbt sköldpaddornas större länk till det etablerade samhället, då deras olikhet hindrade dem från att röra sig fritt på ytan utan förklädnad.
Aprils vänskap till sköldpaddorna gav möjligheten att filma exklusiva filmklipp från flera av deras strider med Shredder, men ändå valde hon att hemlighålla deras ursprung. Hon hamnade ofta i gräl med Burne Thompson då han påstod att de var ett hot mot staden. April togs vid flera tillfällen till fånga av Shredder, i försök att lura sköldpaddorna i fällor, och ofta hittades hon bunden. Shredder refererade även till April som sköldpaddornas största svaghet.
Hennes faster i denna serie heter Agatha ("Aggie"), som medverkade i avsnitten Case of the Hot Kimono och Sletuh on the Loose, är en detektiv i stil med Agatha Christies Miss Marple.
Då April sökte nyheter blev hon ofta tillfångatagen och/eller hamnade i fara. En av hennes viktigaste tillgångar var databaser från Channel 6, där hon skaffade information. Under nionde och tionde säsongen satt hon gärna i sin lägenhet och letade information med hjälp av Internet.
Efter att Channel 6-byggnaden i avsnittet Get Shredder! under säsong åtta förstördes, fortsatte April att arbeta för Channel 6 under säsongen, men från nionde säsongen arbetade hon som frilansjournalist. Under de tre sista säsongerna bar hon en brun skinnjacka istället för gul overall. Dessa kläder var mer praktiska men mindre berömda än de tidigare. Hon fortsatte hjälpa sköldpaddorna även efter att Shredder besegrats och skickats till Dimension X.
Under säsong tre, i avsnittet Leatherhead: Terror of the Swamp, säger April att hon är 28 år gammal. I avsnittet "Invasion of the Turtle Snatchers" under samma säsong har hon varit anställd på Channel 6 i ett år., och hon firar även ett födelsedagskalas under säsong sex i avsnittet "Shreeka's Revenge".
Aprils röst lästes av Renae Jacobs. Det gjordes även en duologi som OVA-serie i Japan, där Aprils röst lästes av Emi Shinohara.

## Långfilmer

### Teenage Mutant Ninja Turtles
I den första långfilmen arbetade April, spelad av Judith Hoag, som TV-reporter för Channel 3 med Charles "Chuck" Pennington som arbetsgivare, och gjorde reportage om stölder i New York och snabbt försvinnande tjuvar, som sällan lämnade spår. En kväll på väg från arbetet mötte hon tonårstjuvar från Fotklanen, men sköldpaddorna steg fram och besegrade tonåringarna i nattmörkret. Senare upptäckte April Raphaels tappade sai, men Raphael följde snart henne och tog tillbaka vapnet och räddade henne igen då hon angreps av Fotninjor. Osäker på vad han skulle göra bar han henne, som medvetsls, till kloakerna. Trots skräcken för råttorna blev hon vän med sköldpaddorna, och lät dem även leva i hennes lägenhet då Fotklanen upptäckte och förstörde deras kloak. Chuck avskedade April för ett tag.
Precis som i Mirageserierna anföll Fotklanen återigen sköldpaddorna i antikaffären, och April, sköldpaddorna (och en skadad Raphael), och Casey Jones drog sig tillbaka till hennes familjs bondgård i Northampton, Massachusetts. Hon förde dagbok och ritade av sköldpaddorna. Samtidigt utvecklade hon relationer med Casey Jones. Hon växte sig nära till sköldpaddorna; och Michaelangelo, som först tvekade, kallade henne "Sis".

### Andra och tredje långfilmen
I den andra långfilmen spelades April av Paige Turco. I den tredje långfilmen, där hon också spelades av Paige Turco, tidsförflyttades hon tillfälligt till det feodala Japan.

### 2014 års långfilm
I 2014 års långfilm spelades hon av Megan Fox.

### TMNT: Coming Out of Their Shells
April gjorde också ett livemedverkande i musikalturnén TMNT: Coming Out of Their Shells, och talade såväl med publiken som sköldpaddorna. Hon spelades av Sherie Rene Scott.

### TMNT
April medverkar i filmen TMNT från 2007, där hennes röst läses av Sarah Michelle Gellar; och den följer de tidigare filmerna, och det visar sig att hon och Casey Jones arbetar tillsammans på ett rederi. Det är hon som hittar Leonardo i Centralamerika i filmens inledning, då hon letar efter en artefakt åt Max Winters. Hennes förflutna som journalist nämns aldrig, men istället har hon börjat med arkeologi.
Hon har börjat lära sig kampsport av Splinter, och använder utrustning från Japan och blir skicklig användare av katana. Detta demonstreras då April och Karai slåss medan Casey, Splinter och övriga sköldpaddor slåss mot Fotklanen för att rädda Leonardo. En actionfigur gjordes också, med katana, tonfa. I början av filmen bär hon kläder liknande Lara Croft.

## 2003 års TV-serie
April hade i 2003 års TV-serie ett annat utseende, med midriff, för denna adaption som producerades av 4Kids Entertainment, men hennes roll var liknande den i Mirageserierna. Återigen arbetade hon som assistent åt Baxter Stockman tills hon märkte att hans Mouserexperiment användes för bankrån, och efter att sköldpaddorna räddat henne blir hon deras vän.
Precis som i Mirageserierna har hon en antikaffär som angrips av Shredder och Fotklanen, som söker efter sköldpaddorna, och antikaffären förstördes. I denna version beslutar hon sig dock, efter att ha återvänt från bondgården i Northampton, Massachusetts där hon vistats med sköldpaddorna, att bygga upp den igen och starta om den.
I avsnittet "Secret Origins: Part III" använder hon gul overall på vilken det stod "9", men under ett bråk intervjun vändes den till"6". Som utklädd till reporter för att hjälpa sköldpaddorna att ta sig ur TCRI-byggnaden, tog hon sig förbi militären och gav sköldpaddorna tid att besegra Shredder. Under deras flykt skämtar Leonardo om att hon har en attityd för en karriär som reporter. Hon svarar då sarkastiskt: "maybe in another lifetime" ("Kanske i en annan livstid)". Casey Jones skämtar om att hennes overall anses mer passande för att flytta avfall.
Denna version av April använder sig av mer sina vetenskapliga kunskaper, och hon använder ofta sina datakunskaper för att hjälpa sköldpaddorna. Hon utvecklar även närmare relationer till Donatello.
April visar också närmare relationer till Casey Jones. Under tredje säsongen träffas de. Under säsongen Fast Forward avslöjas att de gifte sig och fick barn. De har också bildat ett datasäsong. Under denna säsong medverkar dock inte April som person, men hennes barnbarnsbarn Cody gör, och många referenser till henne görs.
April har också utvecklat stridsskicklighet efter att ha tränat med Splinter. I denna serie är hon sällan hjälplös, och hennes kvicka tänkande i farliga situationer är ofta nyckeln till att sköldpaddorna överlever. Hennes röst läses av Veronica Taylor.

## 2012 års TV-serie
Aprils röst läses av Mae Whitman. Hon är 16 år, yngre än i många andra versioner, och Donatello tycker om henne. Hennes far i denna version är vetenskapsmannen Kirby O'Neil. Hon spelar gärna videospel, och gillar pizza. I avsnittet "Monkey Brains," erbjuder Splinter henne att träna till att bli en kunoichi, (en kvinnlig ninja), så att hon kan försvara sig om hon hamnar i bråk.
Hon bor i New York med sin faster, och visar sig i avsnittet "Monkey Brains" vara vänlig mot djur.

## Datorspel
April har medverkat i flera av datorspelen, ofta som dam i nöd som tagits till fånga av Shredder. I TMNT IV: Turtles in Time till SNES, börjar hon berättelsen med en rapportering där Krang stjäl Frihetsgudinnan och medverkar även i SNES-versionen då hon uppmanar sköldpaddorna att kämpa. Hon är också spelbar figur i Teenage Mutant Ninja Turtles: Tournament Fighters till Sega Genesis där hennes karaktär i spelet inte påminner särskilt mycket om den i 1987 års tecknade TV-serie.
I Konami spel baserade på 2003 års TV-serie påminner April mer om denna TV-serie. Hon ger ofta råd. I TMNT: Mutant Melee är April återigen spelbar rollfigur.

## Actionfigurer
Bland actionfigurerna producerade av Playmates Toys har flera April O'Neil-figurer gjorts, bland annat 1988 års "April," samt andra som "April, the Ravishing Reporter", "April, the Ninja Newscaster" och "Mutatin' April", den senare kunde förvandlas till den humanoidkattmutant som hon tillfälligt förvandlas till under ett misstag med Shredders materiatransportör under avsnittet "The Cat Woman from Channel Six" i 1987 års tecknade TV-serie. 1993 introducerades en ny variant, som såldes tillsammans med hennes klassiska nyhetsbil.
För 2003 års TV-serie introducerade Playmates Toys två April-figurer, en standard-April med bonus-mouserrobotar och en miniatyr-April.

### Fotnoter
1. ↑  Rolfe, James. ”TMNT cartoon series review”. Video. Arkiverad från originalet den 4 augusti 2011. https://web.archive.org/web/20110804033754/http://cinemassacre.com/2011/05/17/tmnt-cartoon-series-review-part-3-of-3. Läst 3 augusti 2011.
2. ↑  ”Ninjaturtles”. 25 februari 1989. Arkiverad från originalet den 8 februari 2011. https://web.archive.org/web/20110208145833/http://www.ninjaturtles.com/cartoon/guide/cart038.htm. Läst 27 februari 2012.
3. ↑  ”Ninjaturtles”. 25 februari 1992. Arkiverad från originalet den 29 augusti 2011. https://web.archive.org/web/20110829085250/http://www.ninjaturtles.com/cartoon/guide/cart143.htm. Läst 27 februari 2012.
4. ↑  ”TV Com”. 25 februari 1989. http://www.tv.com/shows/teenage-mutant-ninja-turtles-season-7/case-of-the-hot-kimono-70686/. Läst 27 februari 2012.
5. ↑  ”TV Tropes”. http://tvtropes.org/pmwiki/pmwiki.php/WesternAnimation/TeenageMutantNinjaTurtles1987. Läst 27 februari 2012.
6. ↑  ”Ninjaturtles”. 25 februari 1989. Arkiverad från originalet den 7 februari 2011. https://web.archive.org/web/20110207015734/http://www.ninjaturtles.com/cartoon/guide/cart037.htm. Läst 27 februari 2012.
7. ↑  ”Ninjaturtles”. 25 februari 1992. Arkiverad från originalet den 5 juni 2011. https://web.archive.org/web/20110605023932/http://www.ninjaturtles.com/cartoon/guide/cart134.htm. Läst 27 februari 2012.
8. ↑  King, Susan (30 mars 1991). ”Paige Turco Moves From a Soap to Become the Ninja Turtles' Friend”. The Los Angeles Times. http://articles.latimes.com/1991-03-30/entertainment/ca-729_1_paige-turco. Läst 22 augusti 2010.
9. ↑  Wilmington, Michael (22 mars 1993). ”No Spark in Samurai-Style 'Ninja Turtles'”. The Los Angeles Times. http://articles.latimes.com/1993-03-22/entertainment/ca-13898_1_turtle-costumes. Läst 4 mars 2010.
10. ↑  ”Megan Fox i Ninja Turtles”. Svenska Dagbladet. 23 februari 2013. http://www.svd.se/kultur/megan-fox-i-ninja-turtles_7939966.svd. Läst 2 mars 2013.
11. ↑  April's official profile